# Régis Lhuiller
Régis Lhuiller, soms ook Régis Lhuillier, (Saint-Dié-des-Vosges, 28 mei 1980) is een Frans voormalig beroepswielrenner die zijn gehele carrière, van 1999 tot 2003, uitkwam voor La Française des Jeux.

## Carrière
In 1997 won Régis Lhuiller het Frans kampioenschap op de weg voor junioren. Hij wist toen lange tijd geen ereplaatsen te behalen, maar deed wel in 2003 mee aan de Ronde van Italië, waar hij na de achttiende etappe afstapte, en wist derde te worden in een etappe in de Ronde van de Ain. Bij de profs wist Lhuiller echter geen overwinningen te behalen.

## Overwinningen
1997
- Frans kampioen op de weg, Junioren

## Grote rondes
| Jaar | Ronde van Italië | Ronde van Frankrijk | Ronde van Spanje |
| ---- | ---------------- | ------------------- | ---------------- |
| 2003 | opgave           |                     |                  |